# Joan Lacavalleria i Dulac
Joan Lacavalleria i Dulac (Barcelona, 2 de desembre de 1640 - 1709) fou doctor en dret i llatinista.

## Biografia
Nascut a Barcelona, on fou batejat el 2 de desembre de 1640, era fill de l'impressor Pere Lacavalleria, el qual s'establí a Barcelona l'any 1628 i regentà una impremta fins a la seva mort, l'any 1645, i d'Isabel o Elisabet Dulach, i nebot del també impressor barceloní Antoni Lacavalleria. Va morir el 1709 a conseqüència d'una malaltia.
Joan Lacavalleria fou doctor en dret canònic i en dret civil i probablement es dedicà a l'advocacia.
En l'àmbit de les lletres, publicà dues obres, el diccionari llatí-castellà de veus poètiques, Bibliotheca musarum, l'any 1681, i el diccionari català-llatí Gazophylacium catalano-latinum, l'any 1696, totes dues impreses a l'obrador familiar.

## Obres

### Gazophylacium catalano-latinum

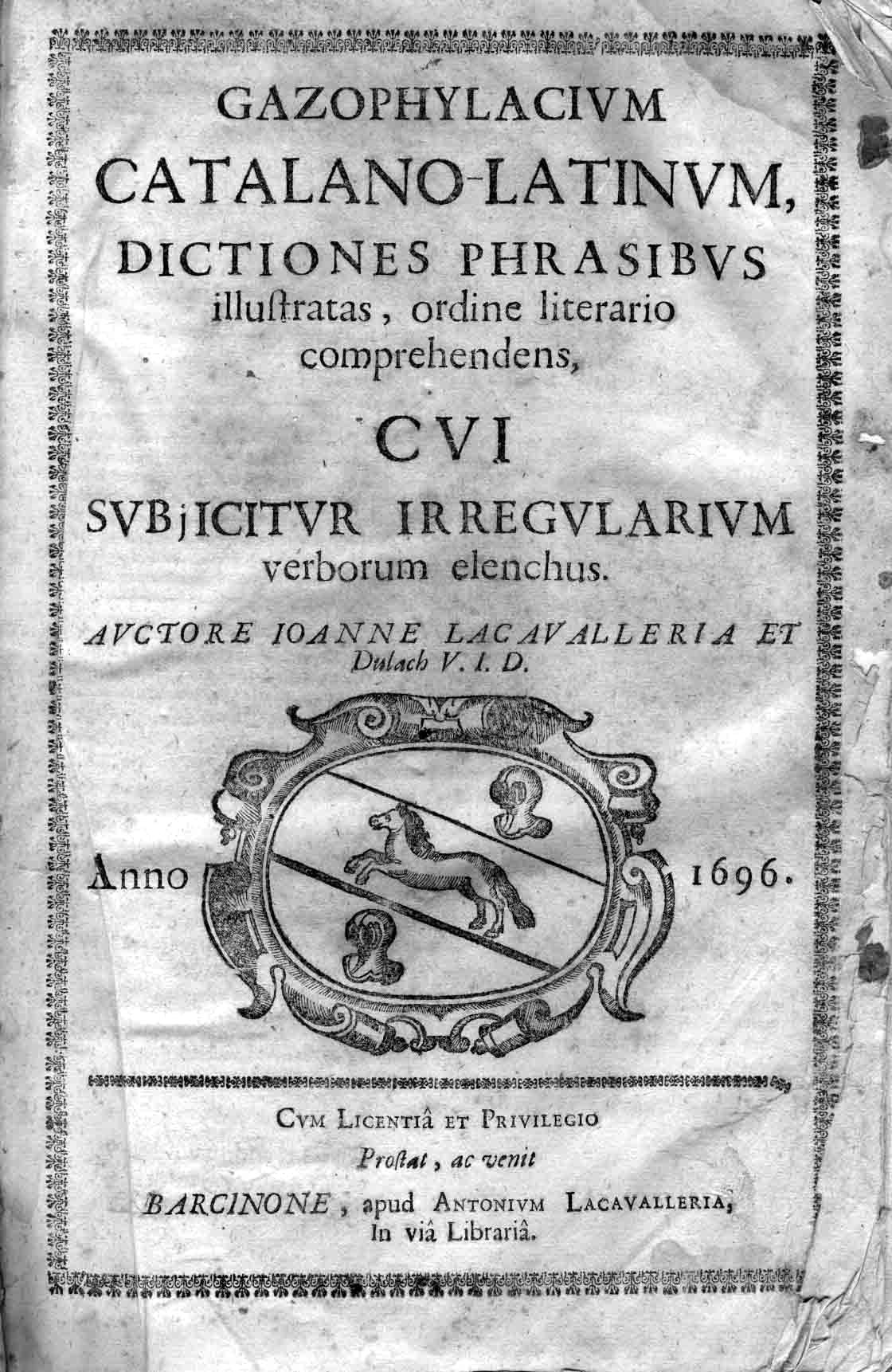
Primera pàgina Diccionari Gazophylacium catalano-latinum (1696)

És l'autor del Gazophylacium catalano-latinum (1696), diccionari català-llatí, destinat a l'estudi d'aquesta darrera llengua, però d'una gran importància per a la lexicografia catalana. Dedicà vuit anys a completar-lo i fou publicat pel seu oncle Antoni Lacavalleria.
El Gazophylacium és la versió catalana del diccionari francès-llatí Le Dictionaire royal augmenté del pare jesuïta François-Antoine Pomey, publicat l'any 1671 a Lió. Lacavalleria transferí al català molts tecnicismes del diccionari del pare Pomey a través del Gazophylacium.
En aquesta obra destaquen molt especialment els mots que fan referència a les ciències: ciències naturals, anatomia, física, astronomia, però també termes de l'àmbit de l'hípica i d'estratègia militar
El Gazophylacium no es tornà a publicar, potser a causa del preu elevat d'una obra tan voluminosa o bé a causa de la guerra de Successió. Aquest diccionari, però, tingué una llarga vida com a obra de referència per a l'aprenentatge del llatí fins ben entrat el segle xix. Més enllà d'això, durant el segle xix es tragué rendiment del vocabulari científicotècnic que contenia quan els lexicògrafs n'aprofitaren el material per a l'elaboració dels seus diccionaris.
Per tant, es deu a Joan Lacavalleria al pas al català amb diferents graus d'adaptació morfològica, fonètica i gràfica d'un gran volum de vocabulari especialitzat procedent del francès de base essencialment llatina. Així doncs el Gazophylacium prefigura els diccionaris catalans moderns, que acudeixen sistemàticament al francès per importar-ne el vocabulari tecnicocientífic.

### Bibliotheca musarum

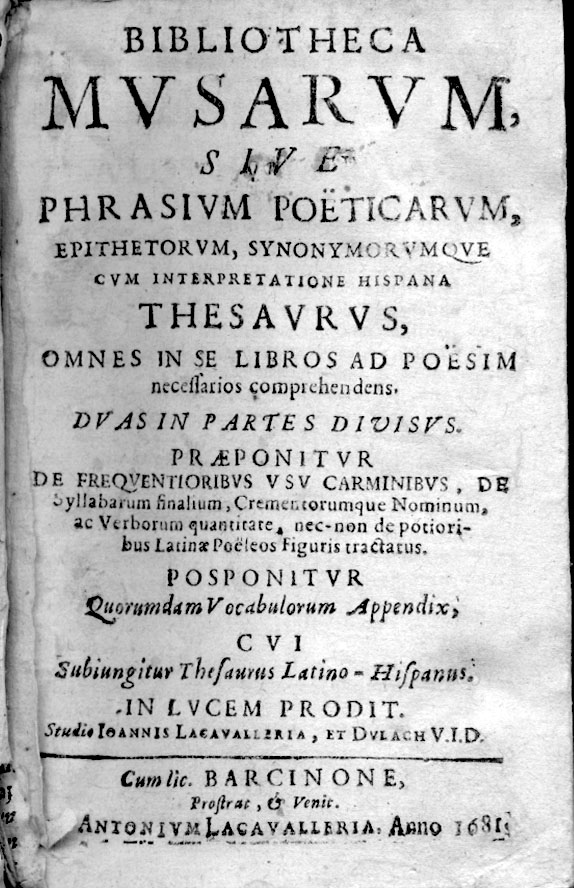
Portada del Bibliotheca musarum (1681)

La prova del seu humanisme i domini del llatí ens la dona el llibre que havia publicat anteriorment, titulat Bibliotheca Musarum sive Phrasium poeticarum epithetorum, synonymorumque cum interpretatione hispana thesaurus (1681), imprès en dos volums també pel seu germà Antoni, que constitueix un abundós recull de sinònims i frases poètiques en llatí, i que inclou al final un Appendix vocabulorum llatí-castellà i un Tesoro o vocabulario español y latino. El Bibliotheca Musarum conté una dedicatòria, en castellà, "a los humanistas".